# Philotrypesis dunia
Philotrypesis dunia är en stekelart som beskrevs av Joseph 1954. Philotrypesis dunia ingår i släktet Philotrypesis och familjen fikonsteklar. Inga underarter finns listade i Catalogue of Life.